# Bruno Quadros
Bruno Everton Quadros (Rio de Janeiro, 3 febbraio 1977) è un allenatore di calcio ed ex calciatore brasiliano, di ruolo difensore.

## Carriera

### Giocatore
Vinse una Coppa UEFA (1999-2000) con il Galatasaray. Nel corso della sua carriera ha vinto 17 trofei, di cui 10 con il Flamengo e 3 con il Galatasaray.

### Allenatore
Dal 2012 ha intrapreso la carriera da allenatore.

## Palmarès

### Giocatore

#### Competizioni nazionali
- Campionato turco: 1

Galatasaray: 1999-2000
- Coppa di Turchia: 1

Galatasaray: 1999-2000
- Coppa dei Campioni brasiliana: 1

Flamengo: 2001
- J. League Division 2: 1

Consadole: 2007
- Coppa J. League: 1

FC Tokyo: 2009

#### Competizioni statali
- Campionato Carioca: 3

Flamengo: 1996, 2000, 2001
- Taça Guanabara: 2

Flamengo: 1996, 2001
- Taça Rio: 2

Flamengo: 1996, 2000
- Torneo Rio-San Paolo: 1

Botafogo: 1998
- Campionato Mineiro: 1

Cruzeiro: 2004

#### Competizioni internazionali
- Copa de Oro: 1

Flamengo: 1996
- Coppa Mercosur: 1

Flamengo: 1999
- Coppa UEFA: 1

Galatasaray: 1999-2000